# Terremoto del Piemonte meridionale del 2003
Il terremoto del Piemonte meridionale dell'11 aprile 2003 fu un evento sismico di notevole intensità che colpì il Piemonte meridionale, in particolar modo la Provincia di Alessandria. L'epicentro della scossa di magnitudo 4,8 si verificò  nel  Novese, tra le cittadine di Cassano Spinola e Sant'Agata Fossili. Fu percepito in tutto il nord-ovest. Avvertito lievemente nella Francia sud-orientale e nella Svizzera meridionale.

## Effetti
Il sisma fu avvertito in tutto il nord-ovest, da Milano a Torino, da Genova a Lecco, da Varese a Como. Nelle grandi città furono evacuate  scuole ed edifici pubblici. I centralini dei vigili del fuoco ricevettero molte telefonate di persone che chiederono informazioni. La scossa è stata avvertita soprattutto nei piani alti delle abitazioni.
La Protezione Civile  segnalò il crollo di un vecchio stabile a Novi Ligure e il crollo di un tetto a Tortona. A Sant'Agata Fossili, paesino dei colli tortonesi nell'epicentro del sisma, alcune vecchie case sono rimaste lesionate e inagibili. Lesioni e crepe anche nella chiesa parrocchiale da cui è caduto un capitello, e nell'ufficio postale che occupa alcuni locali del Comune . Nei giorni successivi furono stimati danni per 80 milioni di euro in 58 comuni, con 300 sfollati, 5.000 case lesionate e alcuni feriti.

## Terremoti nella zona della Valle Scrivia
La zona della Valle Scrivia è a basso rischio simico. Le scosse non hanno mai raggiunto il sesto grado della scala Richter. Il terremoto più forte registrato si è verificato nella Val Curone di magnitudo 5,7 senza causare vittime.
L'epicentro del sisma ricade in un'area dove nel 1541 è avvenuto un terremoto di entità leggermente superiore (magnitudo 5,2) che ha prodotto danni rilevanti a Stazzano, Novi Ligure e Serravalle Scrivia. Nelle vicinanze sono localizzati anche un evento del 1680 (Gavi, magnitudo 4,8) e del 1913 (magnitudo 4,1)